# Tagametsa
Tagametsa är ett lägerområde cirka två mil söder om Türi i Estland. Området med byggnader ägs sedan 1999 av Eesti Skautide Ühing och Eesti Gaidide Liidu, som är de enda två scoutförbunden i Estland som är medlemmar i WOSM (World Organization of the Scout Movement) respektive WAGGGS (World Association of Girl Guides and Girl Scouts). Området används flitigt till scoutläger och ett antal nationella jamboreer har anordnas på området.

## Historia
Tagametsa började användas tidigt av Eesti Skautide Ühing, och redan 1995 arrangerades den första jamboreen på området. Det var först år 1999 som anläggningen köptes av de två scoutförbunden. Anläggningen var då mycket sliten, och huset som var ett gammalt jakthus hade då stått övergivet i flera år. Insamlingar arrangerades för att bygga upp området, och nära en miljon euro samlades in.

## Jamboreer
På Tagametsa har ett antal nationella jamboreer anordnas. Läger markerad med * kännetecknar att svenska scouter fanns med som deltagare. 
- 1995: Aasta suurlaager
- 1998: Metsaraamat
- 2001: Hõimusild
- 2005: Rännumaa
- 2009: Tähemets*
- 2013: Maailm Algab Minust* [3]